# 王祿誾
王祿誾（1954年—）出生於台灣彰化，是一名台灣企業家，為全威國際控股有限公司董事長。畢業於台灣東吳大學企業管理系。

## 經歷
王祿誾出生於台灣彰化市，父母都是彰化員林鄉下小公務員，生長於一個有八名子女的家庭。
1979年王氏在台灣創立「台灣上威股份有限公司」，從事貿易業務，1985年獲台灣經濟部嘉許為傑出商人。1990年開始創立「香港上威股份有限公司」，1995年，他開始重組、併購企業和事業黃金機會，先後把「美國全威股份有限公司」和「台灣上威股份有限公司」正式併入「全威國際控股有限公司」，1996年把「全威國際控股有限公司」在新加坡證券交易所上市。
1998年，王氏的「全威國際」收購「林麥集團」，2002年，王氏的「全威國際」旗下「林麥集團」成功在香港交易所主板上市，2003年，王氏的「全威國際」旗下「林麥集團」成功收購ISO International Holdings Limited。2004年12月31日，王氏的林麥一家全資附屬公司完成收購 Tamarind International Limited（中文譯名：泰瑪里德國際股份有限公司） 的業務及資產。2005年10月19日，林麥收購以英國為基地之消費電子產品品牌擁有者和供應鏈管理集團 Dowry Peacock Group Limited （中文譯名：孔雀茂盛集團股份有限公司）的60%權益。
2005年11月17日，王祿誾先生榮獲香港董事學會頒發的2005年度傑出董事獎。

## 外部連結
- 兩岸城市新一波人才遷徙潮
- 2005年上市公司 (香港交易所主板) 執行董事得獎者
- 別人看到併吞難度　他看到擴張機會 （页面存档备份，存于）